# ジンガイ記者くらぶ
『ジンガイ記者くらぶ』（ジンガイきしゃくらぶ）は、1995年10月16日から1996年3月までフジテレビで放送されたトークバラエティ番組。

## 概要
日本人に近い外国人（ジンガイ）が集まり、日本の文化や習慣などについて話し合う。

## 出演者
- セイン・カミュ
- ロバート・ホフマン
- ほか

## テーマ曲
- COOL SPICE （クリーミー）

| フジテレビ JOCX-TV2 | フジテレビ JOCX-TV2 | フジテレビ JOCX-TV2 |
| 前番組              | 番組名              | 次番組              |
| ------------------- | ------------------- | ------------------- |
| かしこ              | ジンガイ記者くらぶ  | 3番テーブルの客     |

| スタブアイコン | サブスタブ | この項目は、まだ閲覧者の調べものの参照としては役立たない、テレビ番組に関連した書きかけの項目です。この項目を加筆・訂正などしてくださる協力者を求めています（P:テレビ/PJ:放送または配信の番組）。 |